# Filippa Duci
Filippa Duci (francouzsky Philippa Desducs; 1520 Moncalieri v Piemontu – před říjnem 1586 poblíž Tours), paní de Couy, byla milenkou francouzského krále Jindřicha II. a matkou Diane de France.

## Život
Byla italského původu, její otec byl Gian Antonio Duci. Během italských válek v roce 1537 pobýval francouzský dauphin Jindřich (pozdější francouzský král Jindřich II.) u svého panoše, Filippina bratra, Giana Antonia Duciho. Jindřich byl Filippou na první pohled okouzlen a ona se následně stala jeho milenkou. Když se Jindřich dozvěděl, že je Filippa těhotná, zařídil, aby porod proběhl v utajení. Filippa mu porodila dceru, Dianu de France, narozenou v Paříži v roce 1538. To dokázalo, že Jindřich byl plodný, protože se svou zákonitou manželkou Kateřinou Medicejskou, nebyl dlouho schopen zplodit následníka trůnu. Příčinou byl urologický problém Kateřiny Medicejské. Dítě dostalo jméno Diana po Jindřichově titulární metrese Dianě de Poitiers, která potom dítě vychovávala spolu se svými dvěma dětmi.
V roce 1541 udělil francouzský král František I., otec Jindřicha, Filippě 400 livrů roční renty a umožnil jí odejít do kláštera. V roce 1546 se však Filippa provdala za italského šlechtice a tajného rádce Jeana Bernardina de Saint-Severin. Poté, co byla Diane legitimizována, byla Filippa známá jako paní de Bléré en Touraine. V roce 1582 se stala dvorní dámou královny vdovy Kateřiny Medicejské.